# Verrucosa cuyabenoensis
Verrucosa cuyabenoensis Lise, Kesster & Silva, 2015 è un ragno appartenente alla famiglia Araneidae.

## Etimologia
Il nome della specie deriva dalla località ecuadoregna di rinvenimento degli esemplari: Cuyabeno.

## Caratteristiche
L'olotipo maschile rinvenuto ha lunghezza totale è di 4,50mm; la lunghezza del cefalotorace è di 2,75mm; e la larghezza è di 2,25mm.

## Distribuzione
La specie è stata reperita in Ecuador centrale: l'olotipo maschile è stato rinvenuto nei pressi del villaggio di Cuyabeno, nella provincia del Napo.

## Tassonomia
Al 2015 non sono note sottospecie e non sono stati esaminati nuovi esemplari.